# Ligne de Győr à Veszprém
La ligne de Győr à Veszprém ou ligne 11 est une ligne de chemin de fer de Hongrie. Elle relie les gares de Győr et Győrszabadhegy, à Győr, à la gare de Veszprém. Elle dessert l'Ouest du pays, notamment les villes de Pannonhalma, Veszprémvarsány et Zirc.